# Aire urbaine de Laon
L'aire urbaine de Laon est une aire urbaine française centrée sur l'unité urbaine de Laon.
Ses limites ont été redéfinies en 2010 par Insee. Elle comprend 75 communes. Ses 50 913 habitants faisaient d'elle la 146e des aires urbaines françaises.
En 2020, l'Insee définit un nouveau zonage d'étude : les aires d'attraction des villes. L'aire d'attraction de Laon remplace désormais son aire urbaine, avec un périmètre différent.

## Zone de 2010

### Caractéristiques de 2010
D'après la définition qu'en donne l'Institut national de la statistique et des études économiques (INSEE), l'aire urbaine de Laon constitue une « grande aire », c'est-à-dire « un ensemble de communes, d'un seul tenant et sans enclave, constitué par un pôle (unité urbaine) de plus de 10 000 emplois, et par des communes rurales ou unités urbaines dont au moins 40 % de la population résidente ayant un emploi travaille dans le pôle ou dans des communes attirées par celui-ci ».
D'après la délimitation de l'INSEE en 2010, l'aire urbaine est composé de 75 communes, toutes situées dans le département de l'Aisne. Par rapport au zonage de 1999, elle perd cinq communes, Cerny-en-Laonnois, Chamouille, Chermizy-Ailles, Monampteuil et Neuville-sur-Ailette, devenant des communes multipolarisées, mais douze communes sont intégrées à l'aire urbaine, Assis-sur-Serre, Cuirieux, Froidmont-Cohartille, Goudelancourt-lès-Pierrepont, Lizy, Mâchecourt, Mesbrecourt-Richecourt, Montbavin, Montigny-sur-Crécy, Pargny-les-Bois, Ployart-et-Vaurseine et Saint-Nicolas-aux-Bois.
Parmi ces 75 communes, elle inclut uniquement l'unité urbaine de Laon, pôle urbain de l'aire. Elle comptait en 2022, 50 913 habitants pour 590,32 km2, soit une densité de 89 hab./km2.

### Les 75 communes de l'aire
Les 75 communes de l'aire urbaine de Laon et leur population municipale en 2022 :
| Code Insee | Nom                          | Type             | Superficie (km2) | Population (hab.) | Densité (hab./km2) |
| ---------- | ---------------------------- | ---------------- | ---------------- | ----------------- | ------------------ |
| 02027      | Assis-sur-Serre              | Couronne urbaine | 8,04             | 203               | 25,2               |
| 02028      | Athies-sous-Laon             | Pôle urbain      | 15,44            | 2 600             | 168,4              |
| 02037      | Aulnois-sous-Laon            | Couronne urbaine | 10,01            | 1 366             | 136,5              |
| 02046      | Barenton-Bugny               | Couronne urbaine | 11,38            | 556               | 48,9               |
| 02047      | Barenton-Cel                 | Couronne urbaine | 6,69             | 108               | 16,1               |
| 02048      | Barenton-sur-Serre           | Couronne urbaine | 8,05             | 128               | 15,9               |
| 02080      | Besny-et-Loizy               | Couronne urbaine | 9,76             | 314               | 32,2               |
| 02088      | Bièvres                      | Couronne urbaine | 2,64             | 80                | 30,3               |
| 02108      | Bourguignon-sous-Montbavin   | Couronne urbaine | 1,92             | 146               | 76                 |
| 02122      | Brie                         | Couronne urbaine | 2,80             | 54                | 19,3               |
| 02128      | Bruyères-et-Montbérault      | Couronne urbaine | 11,61            | 1 419             | 122,2              |
| 02132      | Bucy-lès-Cerny               | Couronne urbaine | 8,74             | 188               | 21,5               |
| 02151      | Cerny-lès-Bucy               | Couronne urbaine | 3,19             | 113               | 35,4               |
| 02153      | Cessières                    | Couronne urbaine | 10,35            | 481               | 46,5               |
| 02155      | Chaillevois                  | Couronne urbaine | 2,17             | 197               | 90,8               |
| 02156      | Chalandry                    | Couronne urbaine | 7,66             | 242               | 31,6               |
| 02157      | Chambry                      | Pôle urbain      | 8,89             | 831               | 93,5               |
| 02177      | Chérêt                       | Couronne urbaine | 3,71             | 146               | 39,4               |
| 02180      | Chéry-lès-Pouilly            | Couronne urbaine | 17,22            | 737               | 42,8               |
| 02183      | Chevregny                    | Couronne urbaine | 8,85             | 191               | 21,6               |
| 02191      | Chivy-lès-Étouvelles         | Couronne urbaine | 3,54             | 488               | 137,9              |
| 02196      | Clacy-et-Thierret            | Couronne urbaine | 4,21             | 294               | 69,8               |
| 02205      | Colligis-Crandelain          | Couronne urbaine | 6,53             | 212               | 32,5               |
| 02218      | Coucy-lès-Eppes              | Couronne urbaine | 6,03             | 647               | 107,3              |
| 02238      | Crépy                        | Couronne urbaine | 27,70            | 1 807             | 65,2               |
| 02248      | Cuirieux                     | Couronne urbaine | 6,46             | 154               | 23,8               |
| 02261      | Dercy                        | Couronne urbaine | 11,17            | 394               | 35,3               |
| 02282      | Eppes                        | Couronne urbaine | 7,71             | 438               | 56,8               |
| 02294      | Étouvelles                   | Couronne urbaine | 2,38             | 207               | 87                 |
| 02309      | Festieux                     | Couronne urbaine | 6,67             | 707               | 106                |
| 02311      | Filain                       | Couronne urbaine | 4,78             | 121               | 25,3               |
| 02329      | Fourdrain                    | Couronne urbaine | 9,45             | 414               | 43,8               |
| 02338      | Froidmont-Cohartille         | Couronne urbaine | 8,81             | 246               | 27,9               |
| 02346      | Gizy                         | Couronne urbaine | 10,25            | 634               | 61,9               |
| 02350      | Goudelancourt-lès-Pierrepont | Couronne urbaine | 8,73             | 141               | 16,2               |
| 02353      | Grandlup-et-Fay              | Couronne urbaine | 20,30            | 271               | 13,3               |
| 02407      | Laniscourt                   | Couronne urbaine | 3,00             | 213               | 71                 |
| 02408      | Laon                         | Pôle urbain      | 42,00            | 24 066            | 573                |
| 02413      | Laval-en-Laonnois            | Couronne urbaine | 4,51             | 248               | 55                 |
| 02429      | Lierval                      | Couronne urbaine | 3,77             | 120               | 31,8               |
| 02434      | Lizy                         | Couronne urbaine | 3,73             | 285               | 76,4               |
| 02448      | Mâchecourt                   | Couronne urbaine | 10,08            | 109               | 10,8               |
| 02471      | Martigny-Courpierre          | Couronne urbaine | 4,46             | 135               | 30,3               |
| 02478      | Merlieux-et-Fouquerolles     | Couronne urbaine | 5,77             | 255               | 44,2               |
| 02480      | Mesbrecourt-Richecourt       | Couronne urbaine | 8,98             | 318               | 35,4               |
| 02486      | Missy-lès-Pierrepont         | Couronne urbaine | 6,60             | 106               | 16,1               |
| 02489      | Molinchart                   | Couronne urbaine | 4,47             | 355               | 79,4               |
| 02493      | Monceau-le-Waast             | Couronne urbaine | 5,41             | 216               | 39,9               |
| 02497      | Mons-en-Laonnois             | Couronne urbaine | 4,10             | 1 148             | 280                |
| 02499      | Montbavin                    | Couronne urbaine | 5,44             | 40                | 7,4                |
| 02501      | Montchâlons                  | Couronne urbaine | 6,76             | 74                | 10,9               |
| 02508      | Monthenault                  | Couronne urbaine | 2,94             | 145               | 49,3               |
| 02517      | Montigny-sur-Crécy           | Couronne urbaine | 8,53             | 299               | 35,1               |
| 02529      | Mortiers                     | Couronne urbaine | 6,39             | 184               | 28,8               |
| 02561      | Nouvion-le-Vineux            | Couronne urbaine | 3,53             | 143               | 40,5               |
| 02573      | Orgeval                      | Couronne urbaine | 2,41             | 55                | 22,8               |
| 02583      | Pancy-Courtecon              | Couronne urbaine | 6,37             | 56                | 8,8                |
| 02587      | Parfondru                    | Couronne urbaine | 9,08             | 351               | 38,7               |
| 02589      | Pargny-Filain                | Couronne urbaine | 5,01             | 250               | 49,9               |
| 02591      | Pargny-les-Bois              | Couronne urbaine | 6,83             | 140               | 20,5               |
| 02600      | Pierrepont                   | Couronne urbaine | 10,54            | 336               | 31,9               |
| 02609      | Ployart-et-Vaurseine         | Couronne urbaine | 4,93             | 23                | 4,7                |
| 02621      | Presles-et-Thierny           | Couronne urbaine | 8,33             | 400               | 48                 |
| 02661      | Royaucourt-et-Chailvet       | Couronne urbaine | 3,04             | 228               | 75                 |
| 02685      | Saint-Nicolas-aux-Bois       | Couronne urbaine | 6,64             | 116               | 17,5               |
| 02697      | Samoussy                     | Couronne urbaine | 25,04            | 387               | 15,5               |
| 02745      | Toulis-et-Attencourt         | Couronne urbaine | 7,42             | 112               | 15,1               |
| 02751      | Trucy                        | Couronne urbaine | 3,01             | 141               | 46,8               |
| 02755      | Urcel                        | Couronne urbaine | 7,20             | 539               | 74,9               |
| 02765      | Vaucelles-et-Beffecourt      | Couronne urbaine | 4,03             | 233               | 57,8               |
| 02787      | Verneuil-sur-Serre           | Couronne urbaine | 7,86             | 255               | 32,4               |
| 02790      | Vesles-et-Caumont            | Couronne urbaine | 10,34            | 243               | 23,5               |
| 02791      | Veslud                       | Couronne urbaine | 4,13             | 269               | 65,1               |
| 02821      | Vivaise                      | Couronne urbaine | 9,02             | 662               | 73,4               |
| 02824      | Vorges                       | Couronne urbaine | 4,78             | 383               | 80,1               |

## Évolution démographique
| 1968   | 1975   | 1982   | 1990   | 1999   | 2010   | 2015   |
| ------ | ------ | ------ | ------ | ------ | ------ | ------ |
| 47 825 | 49 373 | 50 044 | 51 096 | 51 273 | 52 772 | 52 773 |

## Zonage de 1999

### Caractéristiques en 1999
D'après la définition qu'en donne l'INSEE, l'aire urbaine de Laon est composée de 68 communes, situées dans l'Aisne. Ses 49 853 habitants font d'elle la 138e aire urbaine de France.
2 communes de l'aire urbaine sont des pôles urbains.
Le tableau suivant détaille la répartition de l'aire urbaine sur le département (les pourcentages s'entendent en proportion du département) :
| Département | Communes | Communes (%) | Superficie (km²) | Superficie (%) | Population (1999) | Population (%) |
| ----------- | -------- | ------------ | ---------------- | -------------- | ----------------- | -------------- |
| Aisne       | 68       | 8,3          | 534,94           | 7,3            | 49 853            | 9,3            |

### Communes de 1999
La liste dérourante ci-dessous comporte les communes et leurs populations en 1999.